# Matthew Gilmore
Matthew Gilmore (n. 11 septembrie 1972, Gent, Flandra, Belgia) este un ciclist belgian, medaliat olimpic. A participat la 2 ediții ale Jocurilor Olimpice (2000, 2004) în care a câștigat o medalie de argint.